# T-12 Cloudmaker
T-12 Cloudmaker je bila velika bomba, ki so jo razvili v ZDA med 1944 in 1948. Namenjena je bila napadanju tarč npr. bunkerji ali viadukti, ki jih ni bilo mogoče uničiti z običajnimi bombami. Imela je zelo ojačan nos, ki je penetriral globoko pod zemljo ali beton in po kratkem zamiku detoniral. Eksplozija bombe je povzročila  "potresni" efekt. 
T-12 je bila razvita na podlagi britanskih bomb Tallboy in Grand Slam. T-12 je imela aerodinamično obliko in največjo možno težo (42 000 funtov), ki bi se je še dalo prevažati z bombnikom. Odvrglo naj bi se jo z največje možne višine, tako da bi dosegla čimvečjo hitrost.